# ايلتون سيزار جونيور ألفيس دا سيلفا
ايلتون سيزار جونيور ألفيس دا سيلفا (18 نوفمبر 1994 - 28 نوفمبر 2016) يعرف أكثر باسم ايلتون كانيلا، كان لاعب كرة قدم برازيلي ولقد كان يلعب في نادي شابيكوينسي  وكان ايلتون من بين ضحايا كارثة رحلة خطوط لاميا الجوية 2933 وتوفي عن عمر يناهز 22 سنة.

## روابط خارجية
- ايلتون سيزار جونيور ألفيس دا سيلفا على موقع قاعدة بيانات كرة القدم.إي يو (الإنجليزية)
- ايلتون سيزار جونيور ألفيس دا سيلفا على موقع Soccerway.com (الإنجليزية)